# Ambulance (2022)
Ambulance ist ein US-amerikanischer Actionthriller von Michael Bay aus dem Jahr 2022. Er ist ein Remake des dänischen Films Ambulance (2005).

## Handlung
Der Soldat Will Sharp braucht dringend 231.000 Dollar für eine Krebsoperation seiner Frau. Da die Versicherung nicht zahlt, wendet er sich an seinen Adoptivbruder Danny, der eine kriminelle Vergangenheit hat. Danny ist noch immer kriminell und bietet Will an, an einem Banküberfall auf die L. A. Federal Bank teilzunehmen. Will hat anfangs Zweifel, entschließt sich aber aufgrund seiner Geldnot zur Mitwirkung, da 32 Millionen Dollar erbeutet werden sollen.
Beim Überfall werden sie jedoch von einer Polizeistreife gestört, denn einer der Polizisten möchte mit einer der Bankangestellten flirten. Danny, der sich als der Bankmanager ausgibt, lässt ihn in die Bank, um keinen Verdacht zu erregen. Allerdings erkennt der Polizist den Überfall und Danny nimmt ihn als Geisel.
Die Bankräuber werden vom Partner des Polizisten und einigen Undercover-Polizisten beobachtet, die ihnen eine Falle stellen wollen. Es wird Verstärkung gerufen, nachdem einige Räuber anfangen, auf die Polizisten zu schießen. Während alle Räuber, die geschossen haben, von der Polizei getötet werden, flüchten Will und Danny in die Bank, mit dem Polizisten als Geisel. Als der sich wehrt und mit Danny kämpft, wird er von Will angeschossen. Will und Danny flüchten, werden jedoch von einem SWAT-Team verfolgt. Der verletzte Polizist wird von einem Krankenwagen abgeholt. Dieser wird von Danny und Will entführt.
Wenig später sind sie zusammen mit dem schwerverletzten Polizisten und der Sanitäterin Cam als Geiseln in dem Krankenwagen auf der Flucht. Es kommt zu einer aufwendigen Verfolgungsjagd, einschließlich einer Notoperation des Polizisten. Am Ende werden beide Räuber angeschossen und gefasst. Nur Will überlebt. Der Sanitäterin hat er einen Teil der Beute zugesteckt, die sie Wills Frau zukommen lässt.

## Produktion
Im Jahr 2015 wurde erstmals über ein US-amerikanisches Remake des dänischen Films berichtet. Zu jener Zeit war Phillip Noyce als Regisseur für den Film vorgesehen. Doch zwei Jahre später hieß es, dass der Film unter der Regie Navot Papushado und Aharon Keshales entstehen würde. Im November 2020 wurde schließlich gemeldet, dass Michael Bay die Regie übernehmen werde. Noch im selben Monat wurden als Anwärter für die Hauptrollen Jake Gyllenhaal und Dylan O’Brien genannt. Letzterer musste allerdings aus organisatorischen Gründen absagen. Für ihn übernahm Yahya Abdul-Mateen II, der nur deswegen zur Verfügung stehen konnte, weil sich die Produktion von Aquaman and the Lost Kingdom verzögert hatte. Weitere Nebenrollenbesetzungen wurden mit Beginn der Dreharbeiten im Januar 2021 sowie in den darauf folgenden Monaten bekanntgegeben. Gedreht wurde in Downtown Los Angeles. Die Dreharbeiten wurden im März 2021 abgeschlossen. Lorne Balfe nahm im August 2021 in den Abbey Road Studios die Filmmusik auf.

## Veröffentlichung
Der US-amerikanische Kinostart des Films war ursprünglich für den 18. Februar 2022 angekündigt. Nachdem Sony Bullet Train vom 8. April auf den 15. Juli verschoben hatte und das Zeitfenster im April somit frei geworden war, erhielt Ambulance den 8. April 2022 als Starttermin in den USA. Der deutsche Kinostart erfolgte am 24. März 2022. Seine Weltpremiere feierte der Film am 21. März 2022 in Paris.

## Bewertung
Bislang erhielt der Film laut Rotten Tomatoes von 242 hauptberuflichen Filmkritikern im Durchschnitt zu 68 % positive Bewertungen. Bei über 1000 Bewertungen von Hobbykritikern erhielt der Film im Durchschnitt 88 % positive Resonanzen.